# Ivana Radonjić
Pour les articles homonymes, voir Radonjić.
Ivana Radonjić est une joueuse de volley-ball serbe née le 2 octobre 1991 à Kruševac. Elle mesure 1,85 m et joue au poste d'attaquante.

## Clubs
| Club                    | De        | À         |
| ----------------------- | --------- | --------- |
| Radnički Beograd        | 2008-2009 | 2011-2012 |
| CSM Lugoj               | 2012-2013 | 2013-2014 |
| Békéscsabai RSE         | 2014-2015 | 2014-2015 |
| CSM Lugoj               | 2015-2016 | 2015-2016 |
| Pallavolo Hermaea Olbia | 2016-2017 | 2016-2017 |
| BVK Bratislava          | 2017–2018 | 2017–2018 |
| Anorthosis Famagouste   | 2018-2019 | 2018-2019 |
| CSU Galați              | 2019-2020 | 2019-2020 |
| OK Partizan             | 2020-2021 | …         |

## Palmarès
- Championnat de Hongrie
  - Vainqueur : 2015.
- Coupe de Slovaquie
  - Vainqueur : 2018.
- Championnat de Slovaquie
  - Vainqueur : 2018.
- Championnat de Chypre
  - Vainqueur : 2019.
- Coupe de Chypre
  - Vainqueur : 2019.
- Supercoupe de Chypre
  - Vainqueur : 2018.